# Gare de Kuroishi
La gare de Kuroishi (黒石駅, Kuroishi-eki) est une gare ferroviaire de la ville de Kuroishi, dans la préfecture d'Aomori au Japon. Elle est exploitée par la société Kōnan Railway et est desservie par la Ligne Kōnan.

## Situation ferroviaire
La gare de Kuroishi est située dans le nord-ouest de la ville de Kuroishi, au point kilométrique (PK) 16.8 de la ligne Kōnan dont elle est l'un des terminus.

## Histoire
Le 15 août 1912, une gare est ouverte à Kuroishi sur une ligne de chemin de fer appartenant à la Société gouvernementale des chemins de fer japonais, la compagnie nationale du transport ferroviaire du Japon de 1872 à 1949.
En 1950, la Kōnan Railway ouvre aux voyageurs sa propre gare tout près de la première. Le 1er novembre 1984, elle achète la ligne nationale locale et détruit la gare de Kuroishi ouverte en 1912.

## Service des voyageurs

### Accueil
La station de Kuroishi dispose d'un bâtiment voyageurs avec un guichet.

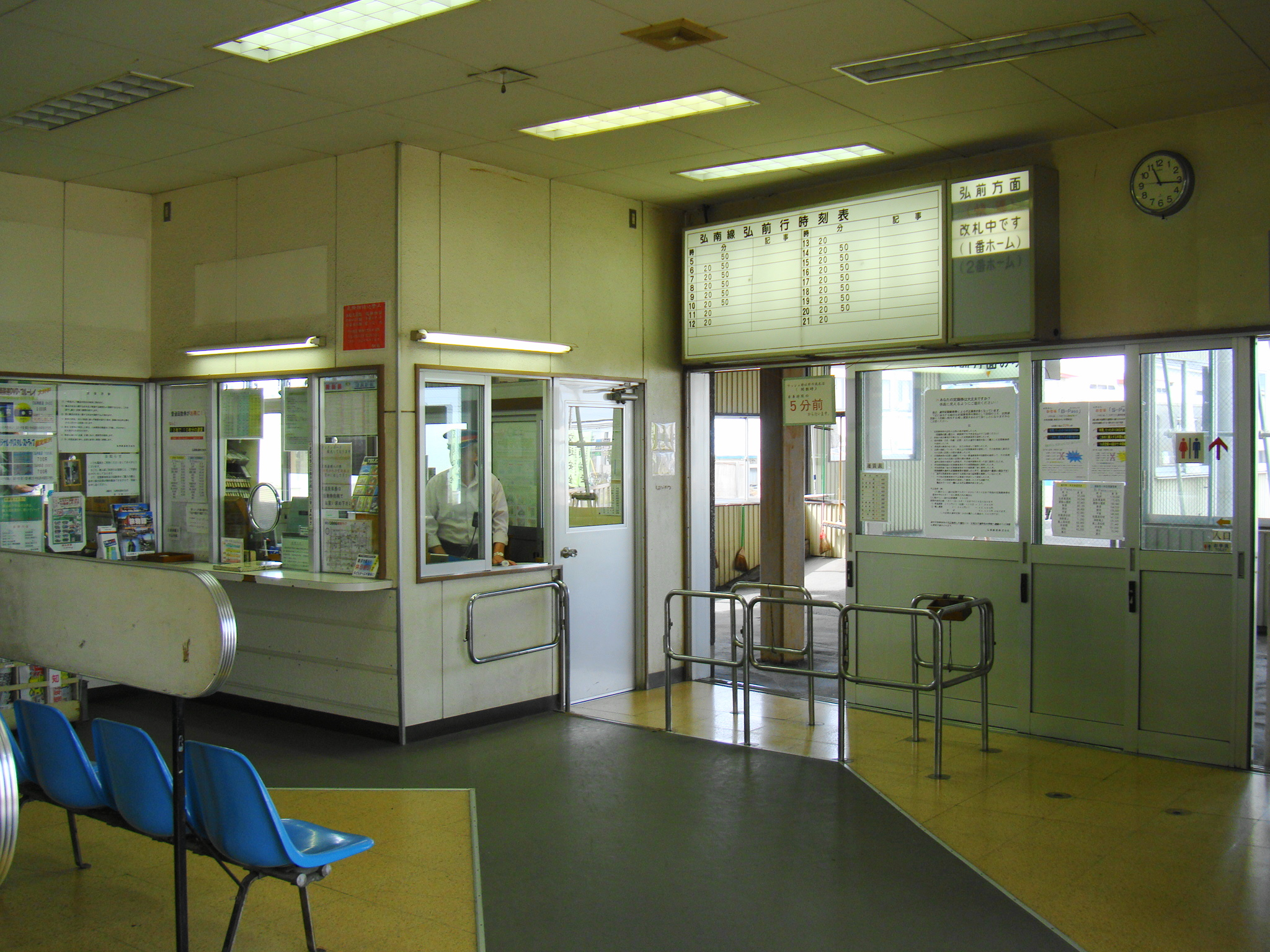
Intérieur de la gare de Kuroishi (2010).

### Ligne ferroviaire
- Kōnan Railway
  - Ligne Kōnan

### Disposition des quais
- Cette gare dispose d'un quai et de deux voies.

| N° de voie | Ligne | Direction |
| ---------- | ----- | --------- |
| 1          | Kōnan | Hirosaki  |
| 2          | Kōnan | Hirosaki  |

### Desserte
| Kōnan Railway      |             |             |             |                    |
| Direction Hirosaki | Ligne Kōnan | Ligne Kōnan | Ligne Kōnan | Direction Kuroishi |
| Sakaimatsu         |             | -           |             | Terminus           |